# 李待問 (崇禎進士)
李待问（？—1645年），字存我。松江府华亭县人。明代書法家、政治人物。

## 生平
崇祯三年（1630年）庚午科順天鄉試第二名舉人，崇禎十六年（1643年）登癸未科进士，授中书舍人。精书法，有石刻九歌，行书可与董其昌媲美。弘光元年（清顺治二年，1645年），清兵南下，破南京，兵臨松江，李待问守东门，為清軍所俘，不屈而死。

## 家族
曾祖李鼎柱，儒官。祖父李暄春。父李繼弼，廪例。